# Ackumulator (elektricitet)
För andra betydelser, se Ackumulator.

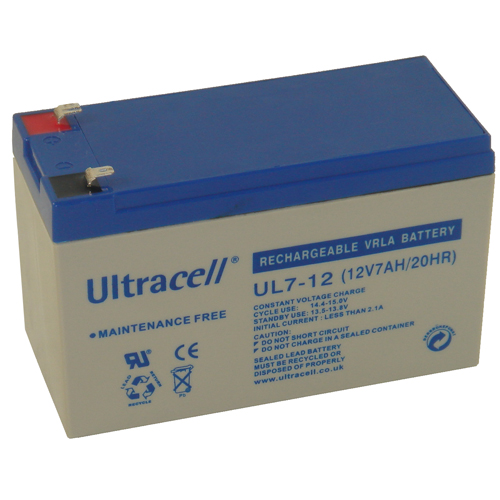
Ackumulator.

En elektrisk ackumulator är en kemisk spänningskälla som går att återställa, d.v.s. ladda om eller ladda upp; i dagligt tal kallas den för laddningsbart batteri. Denna typ av batterier kallas även för sekundära batterier. Namnet kommer av att elektriciteten i ackumulatorn kommer från en annan energikälla, d.v.s. sekundärt. När ackumulatorn avger ström förbrukas inte någon pol, de omvandlas bara från en kemisk förening till en annan. När omvandlingen är färdig är ackumulatorn urladdad. Till skillnad från ett batteri kan ackumulatorns polers kemiska sammansättning återställas genom att man kopplar en yttre spänningskälla till polerna. Då laddas ackumulatorn och när polerna är helt återställda är ackumulatorn laddad.

## Historia
Ackumulatorns historia börjar med Gautherots upptäckt 1801. Om två trådar av metallen platina sattes ned i en lösning av svavelsyra och sedan förbands med en strömkälla, till exempel Alessandro Voltas batteri, så kunde de själva avge en ström under en kort tid. Det dröjde till Thomas Edison när han uppfann sitt ackumulatorbatteri vid början av 1900-talet.  
Med detta kom senare tanken på att kunna samla energi, men svårigheten låg i att kunna samla så stora mängder att anordningen skulle få praktisk användning. Detta löstes av fransmannen Gaston Planté 1859. Istället för platinatrådar använde Planté blyplattor som han sänkte ned i svavelsyran, och därmed var ackumulatorn uppfunnen. Senare utvecklades ackumulatorn till att kunna lagra mer energi i förhållande till sin vikt. Dagens bilbatterier är av samma grundkonstruktion som Plantés.

## Ackumulatorns kapacitet
Ackumulatorns kapacitet anges i amperetimmar (Ah). Ett bilbatteri har vanligen en kapacitet på cirka 60 Ah. Det innebär att ett strömuttag på 60 A under en timme, 30 A under 2 timmar eller 1 A under 60 timmar och så vidare är möjligt. Detta är dock endast teoretiska beräkningar; i verkligheten ändrar sig ackumulatorns egenskaper under urladdningen. Även urladdningsströmmen påverkar kapaciteten. Om batteriet urladdas snabbt är dess kapacitet lägre än om det laddas ur långsamt. Ett startbatteris kapacitet anges vanligen i hur mycket ström det går att ta ur under 20 timmar, tills cellspänningen har minskat till 1,75 V. En ackumulators kvarvarande kapacitet kan mätas med en amperetimmätare, som jämför ett totalt uttag av ström integrerat i tiden med ett förinställt referensvärde på ackumulatorns nominella kapacitet.

## Olika typer av ackumulatorer
| Ackumulatortyp      | Pluspol      | Minuspol                               | Elektrolyt     | Spänning per cell | Speciell egenskap                                                |
| ------------------- | ------------ | -------------------------------------- | -------------- | ----------------- | ---------------------------------------------------------------- |
| Blyackumulator      | Blyoxid      | Blysvamp                               | Svavelsyra     | 2, V              | Lång livslängd, Får ej kastas, ska återvinnas                    |
| NiFe                | Nickeloxider | Järn                                   | Kaliumhydroxid | 1,2               |                                                                  |
| NiCd                | Nickeloxider | Kadmium                                | Kaliumhydroxid | 1,2               | Extremt tålig i låga/höga temperaturförhållanden, ska återvinnas |
| Nickel-metallhydrid | Nickel       | Legering av sällsynta jordartsmetaller | Alkalisk       | 1,2               | Miljövänlig Hög energitäthet                                     |
| Litium-jon          | Metalloxider | Li/Grafit                              |                | 3,7               |                                                                  |

### Blyackumulatorn

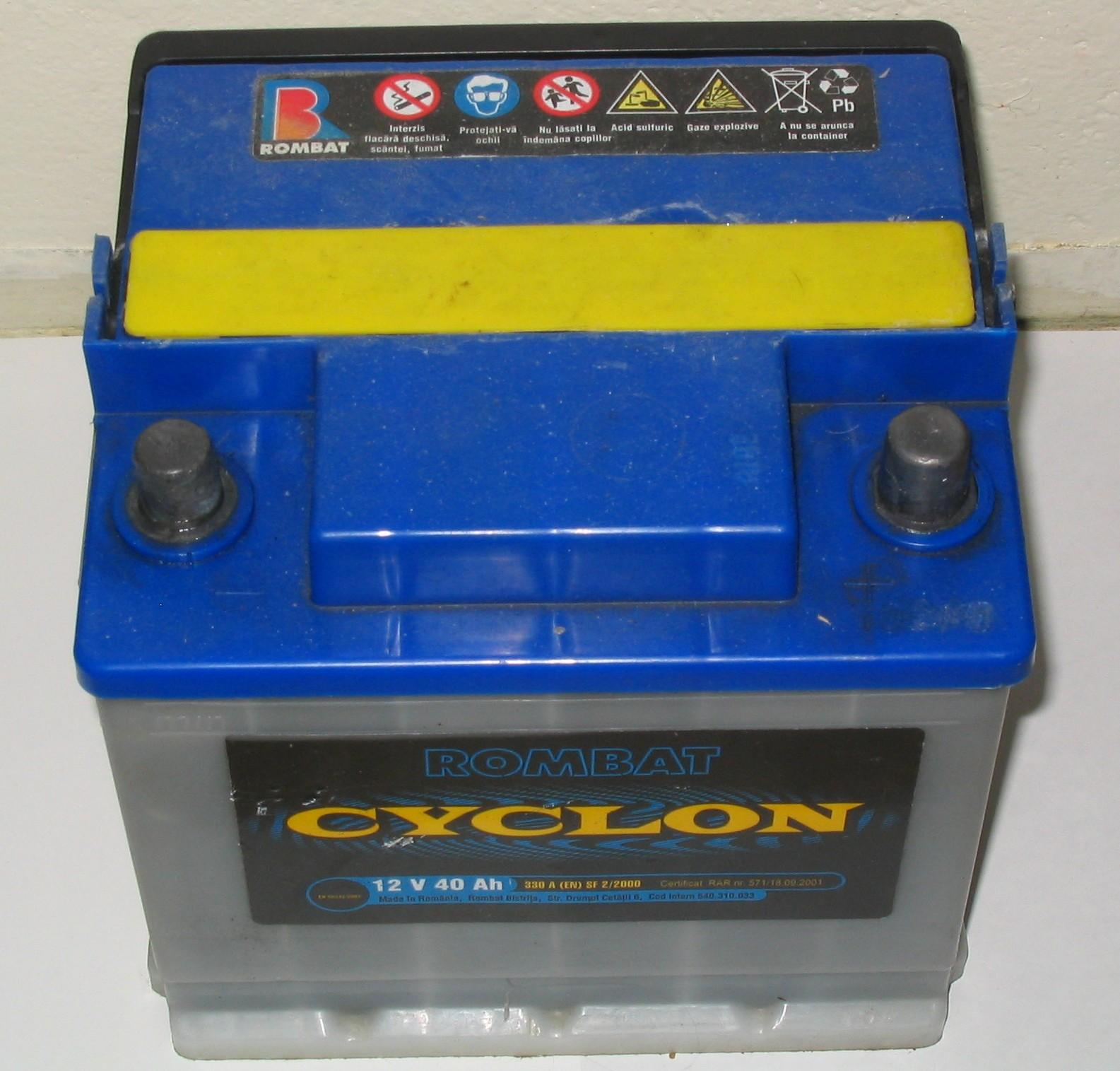
Blyackumulator

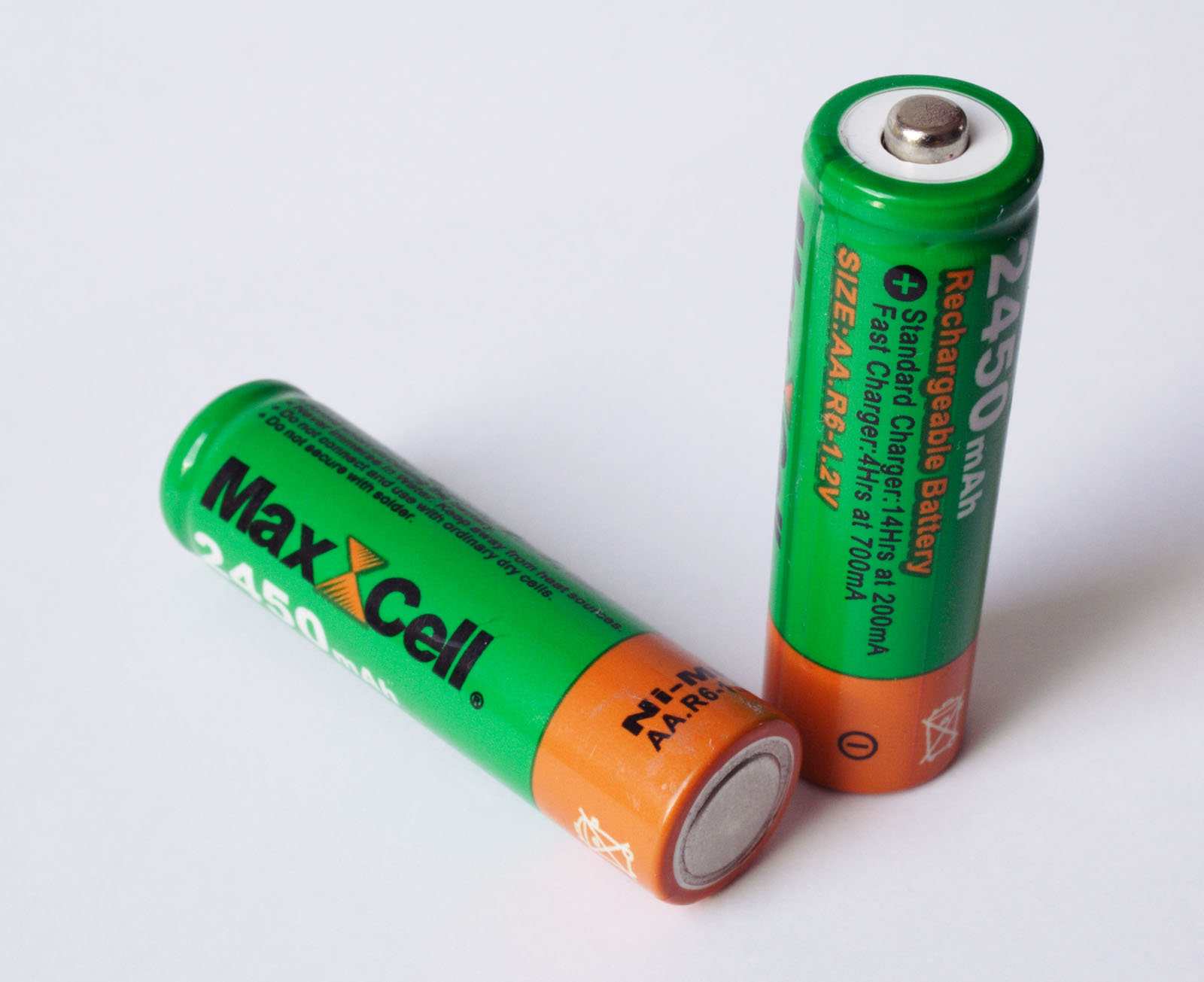
Nickel-metallhybridackumulatorer

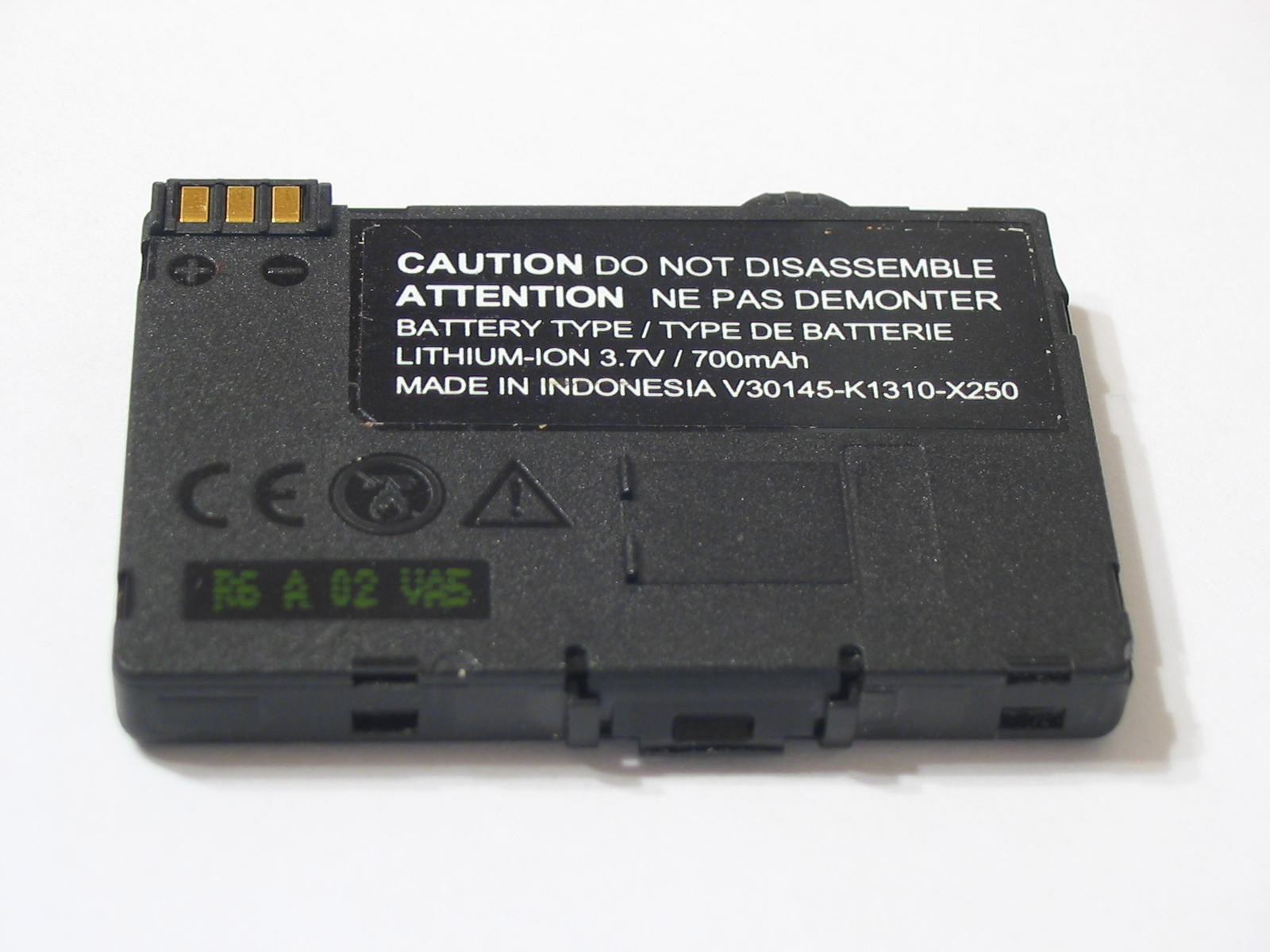
Litiumjonackumulatorer

Blyackumulatorn uppfanns av Raymond Gaston Planté år 1860 och har sedan dess i princip sett likadan ut. Elektroderna är två plattor nedsänkta i svavelsyra, i urladdat tillstånd är båda av bly med blysulfat men när ackumulatorn laddas övergår den positiva polen till blyoxid och den negativa till blysvamp. Den maximala spänningen per cell i en blyackumulator är 2,12 V. Den vanligast förekommande blyackumulatorn, som är sammansatt av sex celler, kan därför uppbära en maximal spänning på cirka 12,7 V.
Blyackumulatorn lämpar sig bäst när man vill ha ut höga strömmar under korta tider, därför används de främst till exempelvis startmotorer eller som reservkraft för tiden från ett strömavbrott tills ett generatoraggregat kan leverera energi. Andra användningsområden är bland annat som kraftkälla i eltruckar, elbilar och ubåtar.

### Nickel-kadmiumackumulatorer
Nickel-kadmiumackumulatorn uppfanns 1899 av svensken Waldemar Jungner. Från början var polerna tillverkade av nickel, Ni, och järn, Fe, därav namnet NiFe. Som elektrolyt användes natriumhydroxid eller natronlut. NiFe-ackumulatorn hade en lägre vikt än blyvarianten, men dess spänning var endast på 1,2 V. Därför var man tvungen att använda fler celler för att få samma spänning, och då blev de jämlika i vikt med blyackumulatorn. Dessutom var NiFe-varianten dyrare att tillverka. Detta löstes på 1930-talet, då järnelektroden byttes ut mot metallen kadmium, som är en tungmetall. Därmed blev den nya produkten en nickel (Ni), kadmium (Cd) eller NiCd-ackumulator. Även om den hade dubbelt så hög kapacitet per viktenhet i förhållande till bly, så blev den för dyr. Det var först på 1960-talet som NiCd-ackumulatorn började användas i elektronikutrustningar. Därefter ökade dess användning mycket snabbt och idag är NiCd-ackumulatorn den mest använda ackumulatortypen.

### Nickel-metallhydridackumulator
Nickel-metallhydridackumulatorn har funnits sedan mitten av 1970-talet, men det var först när miljömedvetandet blev större som den började användas i större skala. Den är tänkt att bli ett alternativ till NiCd, men ännu har den inte samma goda elektriska egenskaper. Nackdelen med NiMH är att den snabbt självurladdas; takten är cirka 10 procent första dygnet och sedan ungefär 1,5 procent per dygn. I vanlig konsumentelektronik är de dock redan nu helt användbara. Den stora fördelen med nickel-metallhydridackumulatorer är att de inte är miljöfarliga och att de har högre kapacitet än NiCd-ackumulatorer. Ett nickel-metallhydridbatteri har cirka 50 procent längre driftstid än ett motsvarande nickel-kadmium-batteri. De har sin användning i exempelvis mobiltelefoner, videokameror, leksaker, bandspelare etc. Det höga priset kompenseras till en del av dess högre kapacitet. NiMH-ackumulatorn är i dagsläget den enda ackumulatortypen som helt saknar miljöfarliga tungmetaller.

### Litiumjonackumulator
Litiumjonackumulatorn har den nominella cellspänningen 3,7 V. De flesta mobiltelefontillverkare har idag gått ifrån nickel-metallhydridackumulatorer och nickel-kadmiumackumulatorer till litiumjonbatterier tack vare att batteriet har högre energitäthet och är mer skonsamt för miljön. Litium-jonbatterier förekommer även i många videokameror och annan elektronisk utustning såsom datorer, radiostyrda modellbilar och MP3-spelare.